# Sha He (vattendrag i Kina, Liaoning, lat 41,36, long 123,12)
Sha He (kinesiska: 沙河) är ett vattendrag i Kina. Det ligger i provinsen Liaoning, i den nordöstra delen av landet, omkring 54 kilometer sydväst om provinshuvudstaden Shenyang.
Genomsnittlig årsnederbörd är 1 002 millimeter. Den regnigaste månaden är juli, med i genomsnitt 237 mm nederbörd, och den torraste är januari, med 10 mm nederbörd.